# Rinjani

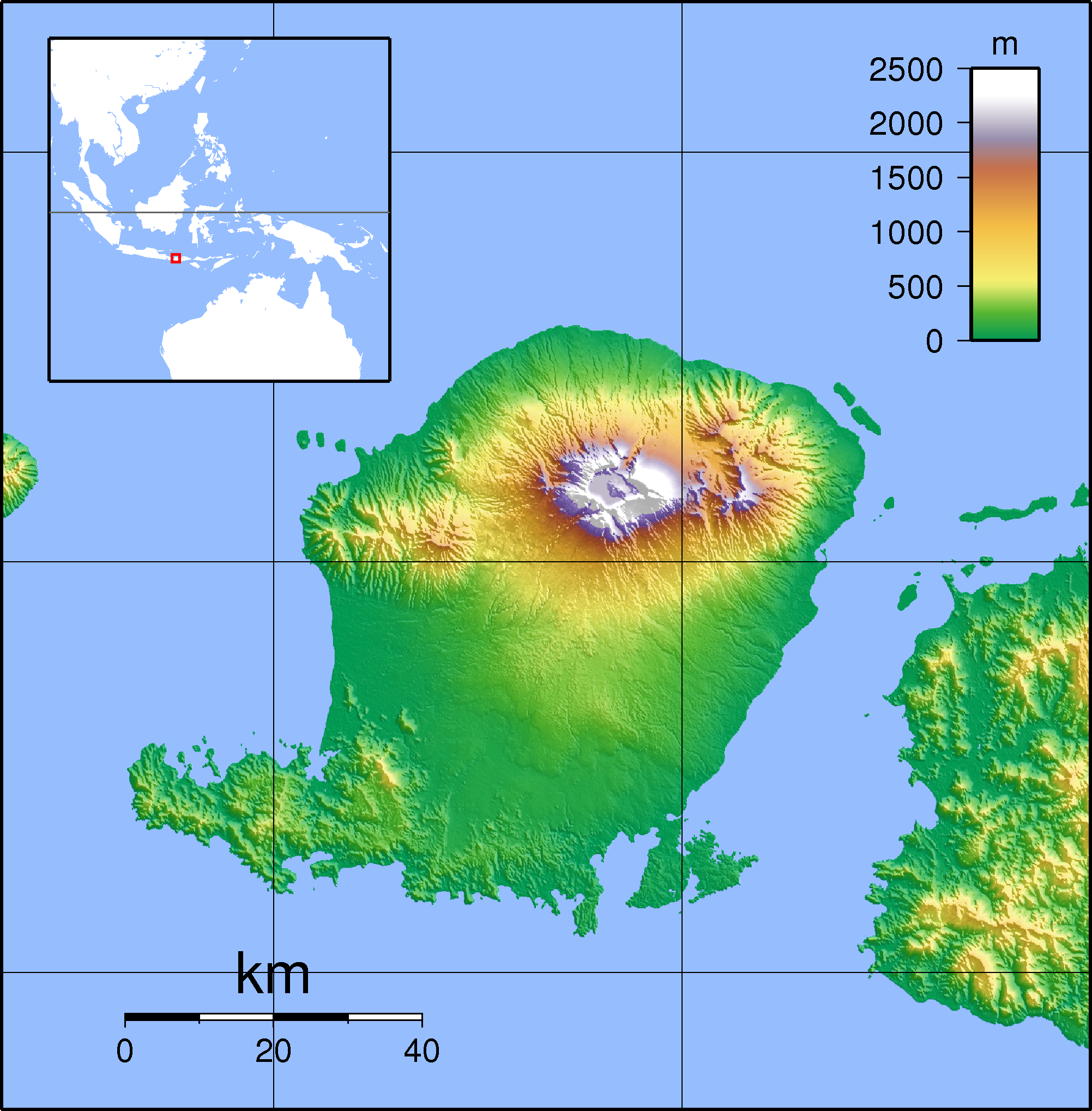
Wyspa Lombok z widocznym w jej północnej części kompleksem wulkanicznym Rinjani

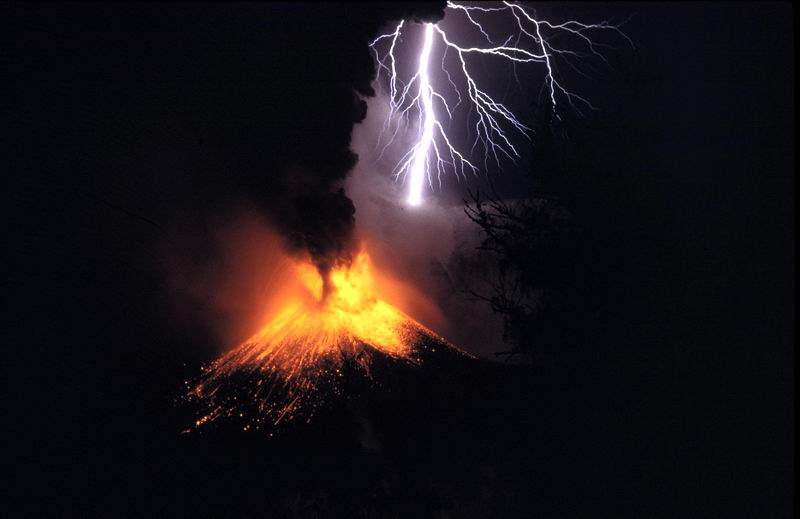
Erupcja stożka Barujari w 1994 r.

Rinjani (indonez. Gunung Rinjani) – czynny wulkan na wyspie Lombok w Indonezji; zaliczany do stratowulkanów.
Główny stożek wulkaniczny ma wysokość 3726 m n.p.m. Na zachód od niego znajduje się owalna kaldera o wymiarach 6 × 8,5 km, której zachodnią część wypełnia kalderowe jezioro Segara Anak o głębokości 230 m. Kaldera jest pozostałością po bliźniaczym wulkanie Samalas, którego erupcja w 1257 roku była jedną z najsilniejszych erupcji wulkanicznych w holocenie. Rinjani był dużo młodszy od Samalasa i formował się mniej więcej w latach 11 940 – 5990 BP. Przetrwał katastrofę, choć jego zachodnie zbocza się zapadły. Po destrukcji Samalasa główny stożek Rinjani pozostał aktywny, o czym świadczy utworzenie się krateru Segara Muncar, jednak później jego aktywność ustała i nie są znane żadne historyczne przekazy dotyczące jego erupcji. Aktywne są za to mniejsze stożki, które utworzyły się wewnątrz kaldery; największy i najaktywniejszy z nich to Barujari (2376 m n.p.m.), którego pierwszą erupcję odnotowano w 1846, a ostatnią w 2016 roku.

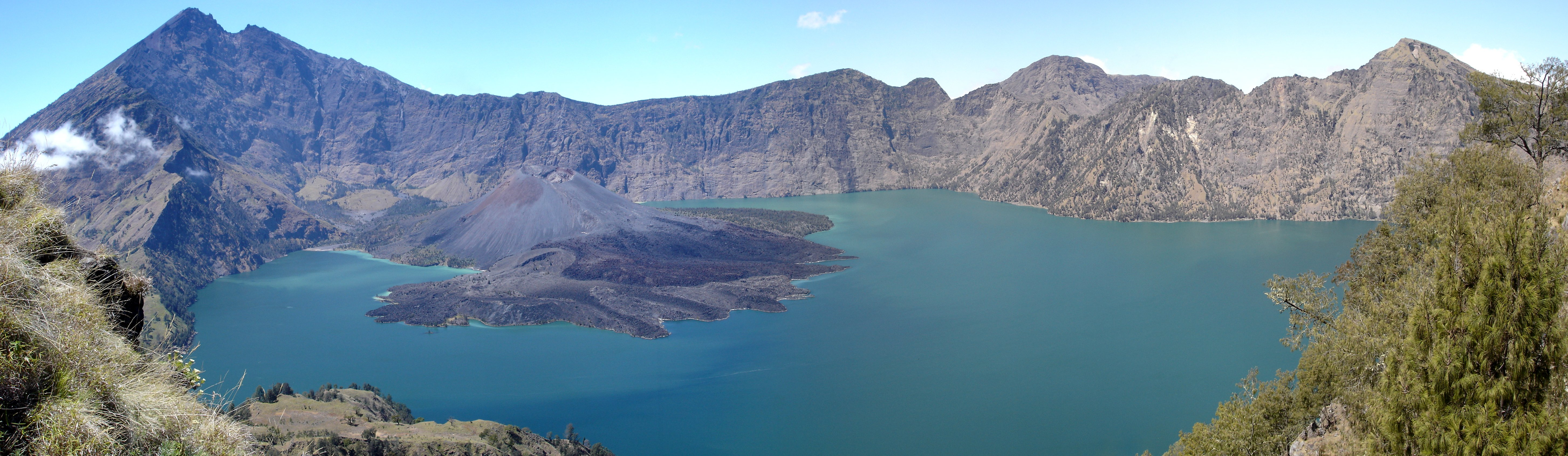
Pozostałość po Samalasie – kaldera z jeziorem Segara Anak, po lewej główny stożek Rinjani, wewnątrz kaldery widoczny stożek Barujari